# Donglinxi
Donglinxi (kinesiska: 东临溪) är en köping i östra Kina. Den ligger i Xiuning härad i staden Huangshan i provinsen Anhui, omkring 260 kilometer söder om provinshuvudstaden Hefei. Antalet invånare är 17 945. Befolkningen består av 8 818 kvinnor och 9 127 män. Barn under 15 år utgör 13,0 %, vuxna 15-64 år 75 %, och äldre över 65 år 11,0 %.